# HESA Shahed 285
Lo HESA Shahed 285 (in persiano: شاهد ۲۸۵) è un elicottero leggero da attacco e ricognizione, monoposto con rotore a due pale, progettato e costruito dalla ditta iraniana Iran Aircraft Manufacturing Industries Corporation (HESA) ed entrato in servizio nel 2010.

## Storia del progetto

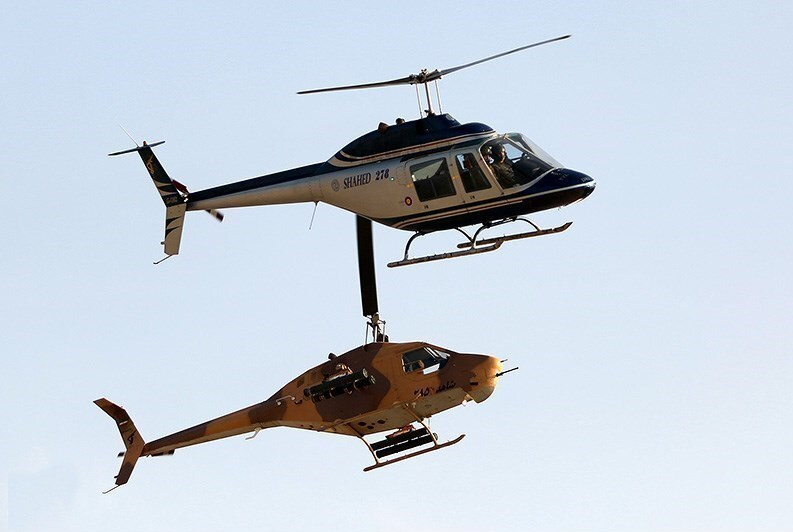
Uno Shahed 285 (in basso) in volo insieme al suo progenitore, lo Shahed 278, in una foto del 2018

Prima dello scoppio della rivoluzione iraniana lo Stato imperiale dell'Iran manteneva solidi rapporti economici e militari con gli Stati Uniti d'America, e le forze armate iraniane erano equipaggiate con materiali di fabbricazione statunitense; il nuovo governo repubblicano sorto dalla rivoluzione del 1979 ruppe bruscamente tuttavia tutti i contatti con gli Stati Uniti, e le forze aeree iraniane dovettero industriarsi per mantenere in efficienza il loro parco di velivoli di origine statunitense. Negli anni 1970 la ditta statunitense Bell Helicopter Textron aveva aperto uno stabilimento di assemblaggio elicotteri in Iran, che venne poi abbandonato dopo lo scoppio della rivoluzione; apparentemente, la società di produzione aeromobili Iran Aircraft Manufacturing Industries Corporation (HESA), controllata dal governo iraniano, rilevò lo stabilimento e riprese la progettazione e costruzione di elicotteri sfruttando componenti, schemi e conoscenze apprese dalla Bell. Dopo le prime apparizioni dei prodotti della HESA, decisamente assomiglianti a quelli della Bell, la ditta statunitense intraprese una causa legale negli Stati Uniti per violazione della proprietà intellettuale, ma senza esito alcuno.
La HESA mise in produzione inizialmente lo Shabaviz 2061, praticamente una copia non autorizzata dell'elicottero utility Bell 206, entrato in servizio con le Forze aeree iraniane nel 1998. Da questo primo progetto gli ingegneri iraniani svilupparono in seguito lo HESA Shahed 278, un elicottero utility a quattro posti che eseguì il suo primo volo tra il 2002 e il 2005; il progetto dello Shahed 278 fu quindi ulteriormente sviluppato per portare alla realizzazione di un elicottero armato per compiti di attacco e ricognizione, in maniera simile allo sviluppo dello OH-58 Kiowa della United States Air Force (la versione armata e da ricognizione del Bell 206).
Il nuovo HESA Shahed 285 fu quindi presentato per la prima volta al pubblico nel maggio 2009. Benché il design dell'aeromobile non apparisse in prima battuta piuttosto maturo, l'elicottero superò diversi test di volo e fu infine accettato in servizio nel 2010 o nel 2012, per quanto non sembra che esso sia stato riprodotto in serie; un certo numero di esemplari di pre-serie (circa 35) risultano in servizio con la Forza aerospaziale del Corpo delle guardie della rivoluzione islamica. Lo Shahed 285 è un elicottero armato leggero, impiegabile in ruoli d'attacco come pure di ricognizione, osservazione e raccolta informazioni; tatticamente, il mezzo dovrebbe operare in gruppo con i Panha 2091 (la versione modernizzata e potenziata dagli iraniani dell'elicottero d'attacco Bell AH-1 SuperCobra) per supportare con il tiro delle sue armi le truppe al suolo o per prendere di mira le concentrazioni di veicoli corazzati nemici.

## Tecnica

### Cellula

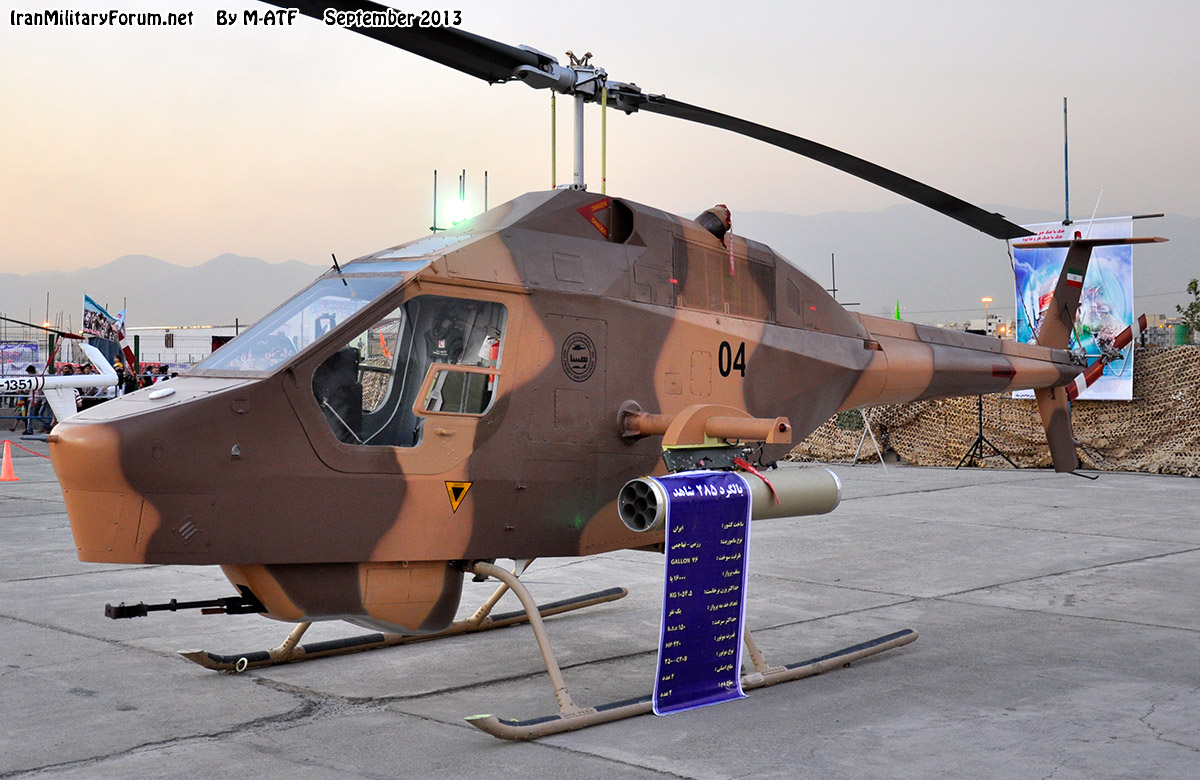
Uno Shahed 285 in mostra a terra nel 2013

Lo Shahed 285 presenta una fusoliera piccola e compatta, più stretta e sagomata rispetto allo Shahed 278 da cui deriva ma con la coda e le strutture del rotore e del propulsore del modello originario. La struttura "a scatola" della fusoliera ha fatto supporre che il mezzo sia studiato con un'architettura stealth per ridurre la sua segnatura radar, per quanto l'analisi di altri fattori sembra smentire questa teoria: in particolare, la presenza di alette per l'aggancio di carichi esterni ai lati, il carrello esterno a pattini fissi, la mancanza di mascheramento per l'albero del rotore, per le prese d'aria e gli scarichi dei motori, e il fatto che la sezione di coda è di fatto la stessa dello Shahed 278 sono tutti elementi che fanno escludere la qualifica di elicottero stealth per il mezzo. Lo Shahed 285 è lungo 11,84 metri e alto 3,47 metri; il mezzo presenta un unico rotore principale a due pale del diametro di 10 metri, e un rotore di coda anch'esso a due pale.
Le autorità iraniane hanno dichiarato che il mezzo è realizzato con un uso estensivo di materiali compositi non metallici, il che produce una significativa diminuzione del peso del mezzo e dei costi di produzione dello stesso; non sembra che il mezzo sia corazzato. Lo Shahed 285 presenta un peso a mezzo scarico di 820 chilogrammi, e un peso massimo al decollo di 1450 chilogrammi.
Lo Shahed è un elicottero monoposto, una soluzione estremamente rara per un elicottero d'attacco (l'unico altro esempio in tal senso è il russo Kamov Ka-50). Per quanto questa soluzione presenti alcuni vantaggi, quali il contenimento delle dimensioni del mezzo con conseguente costo di costruzione inferiore, essa è generalmente considerata un fattore limitante, visto che il singolo pilota è costretto a concentrarsi contemporaneamente tanto nella guida del mezzo quanto nell'individuazione dei bersagli e nell'azionamento delle armi. La cabina di pilotaggio presenta una struttura piuttosto pesante, con finestre a pannello piatto che non favoriscono la visibilità esterna; si ritiene comunque che il mezzo sia dotato di strumentazione digitale e display multifunzione di tipo moderno.

### Motori
Si ritiene che lo Shahed 285 sia spinto da un motore a turbina a gas Rolls-Royce 250-C20J, progettato negli anni 1960 dal costruttore statunitense Allison Engine Company (poi acquistato dal Rolls-Royce Group) e rivelatosi di gran successo. Il motore sviluppa una potenza di 420 shp, che garantiscono una velocità massima di 240 km/h e una velocità di crociera di 200 km/h; la quota di servizio è di 13648 piedi (circa 4,2 chilometri), con una velocità di salita di 457 metri al minuto. L'autonomia si aggira sulle cinque ore di volo a un'altitudine di 5000 piedi, con un raggio d'azione di circa 875 chilometri.

### Armamento
Lo Shahed 285 presenta una mitragliatrice in postazione fissa posizionata anteriormente sotto il muso, inizialmente una PKMT in calibro 7,62 mm poi sostituita negli esemplari prodotti più di recente da una NSV in calibro 12,7 mm. Le due corte ali ai lati del mezzo presentano ciascuna un pilone di aggancio per pod lanciarazzi con sette razzi ciascuno, ma si ritiene che il mezzo possa montare al loro posto combinazioni di missili aria-superficie e aria-aria.

## Versioni
- Shahed 285C: versione da attacco navale. Fondamentalmente è identica alla versione di base, ma al posto della mitragliatrice sotto il muso è installato un impianto radar da ricerca. L'armamento consiste in due missili antinave tipo Kowsar a medio raggio o otto missili Sadid-1 anticarro/antinave a corto raggio, montati sui piloni esterni[1][4].

## Utilizzatori
- Iran
  - Circa 35 esemplari in servizio con la Forza aerospaziale del Corpo delle guardie della rivoluzione islamica[3].